# Hyalophora rubra
Hyalophora rubra är en fjärilsart som beskrevs av Hans Hermann Behr 1855. Hyalophora rubra ingår i släktet Hyalophora och familjen påfågelsspinnare. Inga underarter finns listade i Catalogue of Life.